# Pucking
Pucking è un comune austriaco di 3 865 abitanti nel distretto di Linz-Land, in Alta Austria; ha lo status di comune mercato (Marktgemeinde).